# Fornminnesregistret
Fornminnesregistret, Informationssystemet om fornminnen är Riksantikvarieämbetets fornminnesregister. Det innehåller Sveriges alla hittills inventerade (drygt 1,5 miljoner) fornlämningar, vilka sträcker sig från stenålder in i 1900-tal. Tidigare fördes registret i pärmar och på tillhörande kartor, men är i dag digitalt och kallas för Informationssystemet om fornminnen (FMIS).
Informationen har sitt ursprung i de inventeringar som gjordes i samband med att SGU började ge ut sina geologiska kartor på 1860-talet. Då fornminnesinventeringarna inleddes 1938 började man registrera informationen på ekonomiska kartan, och i samband med det började uppbyggandet av det som blev det analoga forminnesregistret.

## FMIS
FMIS är ett digitalt fornminnesregister i form av ett geografiskt informationssystem som innehåller information om Sveriges hittills kända fasta fornlämningar och andra kulturhistoriska lämningar. Sedan 1999 pågår ett projekt att översätta hela det analoga Fornminnesregistret till digital form. FMIS i sin fullständiga form är i dagsläget tillgängligt endast för yrkesverksamma inom kulturmiljösektorn.

## FMIS Fornsök
Vid sidan av det fullständiga digitala fornminnesregistret finns även en publikt tillgänglig söktjänst, som dock inte innehåller hela informationsmängden från FMIS. Denna söktjänst kallas FMIS Fornsök. Eftersom FMIS Fornsök inte är fullständigt kan det inte användas som underlag för beslut om ingrepp i fornlämningar, vilket i stället sköts av länsstyrelsen.